# Paysage champêtre, le matin
Paysage champêtre, le matin (Dorflandschaft bei Morgenbeleuchtung ou Einsamer Baum, Eine grüne Ebene ou encore Harzlandschaft) est une peinture de Caspar David Friedrich réalisée en 1822.

## Description
La peinture représente un paysage verdoyant,  non loin d'un village qui s'étale à mi-distance. Au centre, figure un grand chêne, dont la couronne est en grande partie morte. Un berger avec son bâton s'appuie sur le tronc tandis que son troupeau paît dans la prairie. Le plan du tableau est animé par un étang dans lequel se baignent des oiseaux, des arbres, des bosquets ainsi que des maisons, dont les cheminées laissent échapper des colonnes de fumée. Le ciel se reflète dans les étangs. Au fond, on aperçoit les tours d'une église, derrière lesquelles s'élèvent de sombres montagnes dont le gris brumeux semble proche du bleu gris du ciel.

## Classement dans l'ensemble de l'œuvre

Caspar David Friedrich : Paysage avec un arc en ciel (Landschaft mit Regenbogen), vers 1810.

Le tableau est unique dans l'œuvre de Friedrich : il n'existe en effet pas d'autres peintures représentant un paysage avec autant de détails. La présence du berger évoque le tableau Landschaft mit Regenbogen. Le tableau peut être rattaché à un groupe d'autres tableaux qui représentent un ou plusieurs chênes au centre comme Herbstabend am See, Der Winter, L'Abbaye dans une forêt de chênes, Dolmen sous la neige ou Klosterruine im Schnee.

## Études et dessins
La peinture peut être reliée à une série de dessins. Le dessin Deux esquisses de paysages du 6 juillet 1810 a été utilisé pour représenter « les crêtes à droite et à gauche ». La chaîne de montagnes en arrière-plan a comme base le dessin Paysage avec un homme ; Eau avec des pierres des 6 au 9 juillet 1810. Ces dessins ont été réalisés au cours d'une randonnée que Friedrich a fait avec Georg Friedrich Kersting dans les monts des Géants. Le chêne au premier plan trouve sa source dans le dessin Chêne avec nid de cigognes du 23 mai 1806 à Neubrandenburg. Pour le chêne isolé à gauche, il a utilisé l'Étude des feuilles de vigne et de hêtres des 13/14 juin 1809, complétée dans le tableau avec quelques branches. Le groupe de quatre arbres en plein moyenne distance peut être vu dans le dessin Groupe de grands chênes du 16 juin 1809. Les deux chênes à côté  dans les Études d'arbres  des 9/12 juin 1909. Ces dessins ont été faits lors du séjour de Friedrich à Breesen.

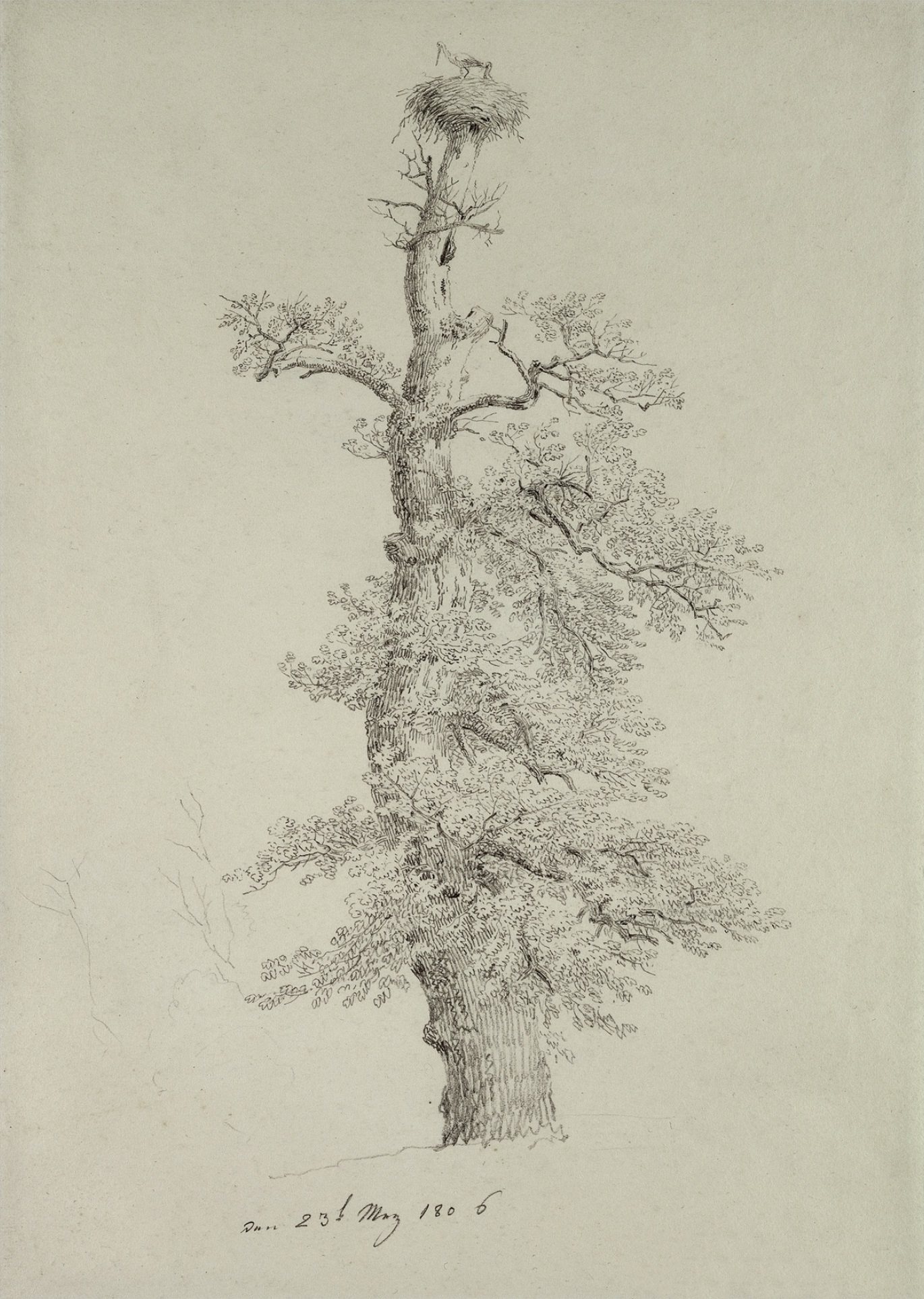
Caspar David Friedrich : Chêne avec un nid de cigognes (Eichbaum mit Storchennest), 1806
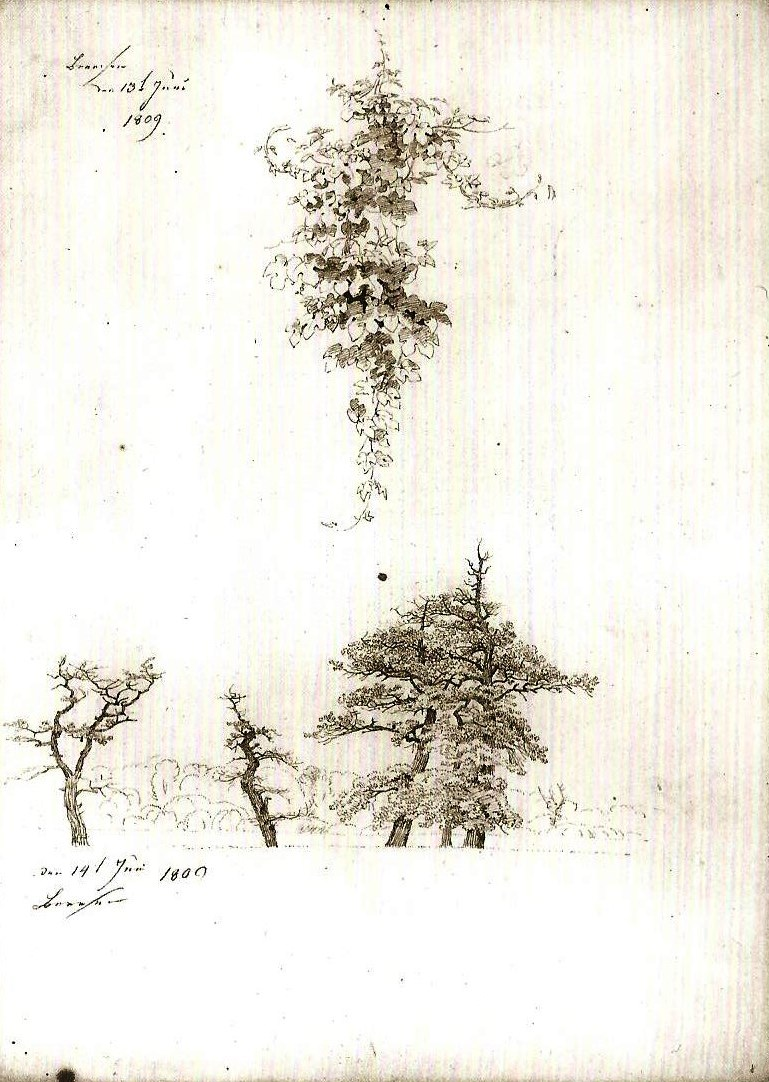
Caspar David Friedrich : Étude de feuilles de vigne et de hêtres (Studie von Weinlaub und Buchen), 1809
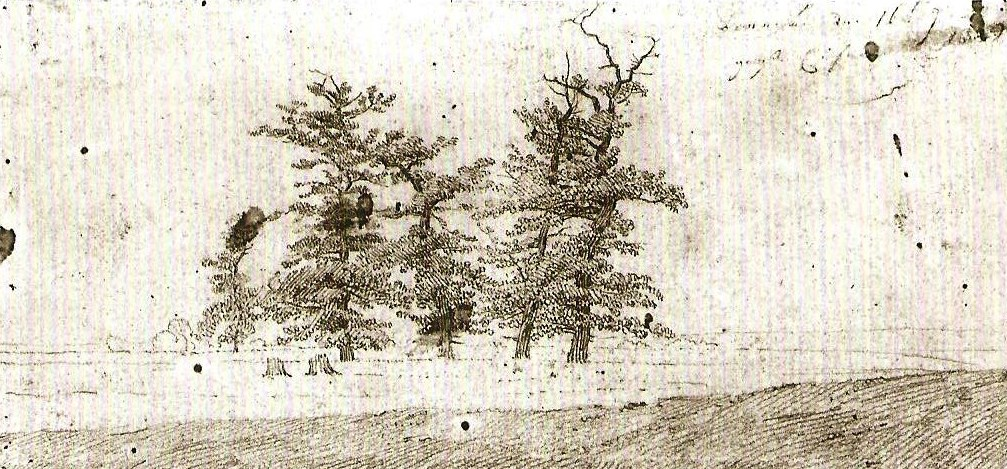
Caspar David Friedrich : Grands groupes de chênes (Große Gruppe Eichen), 1809
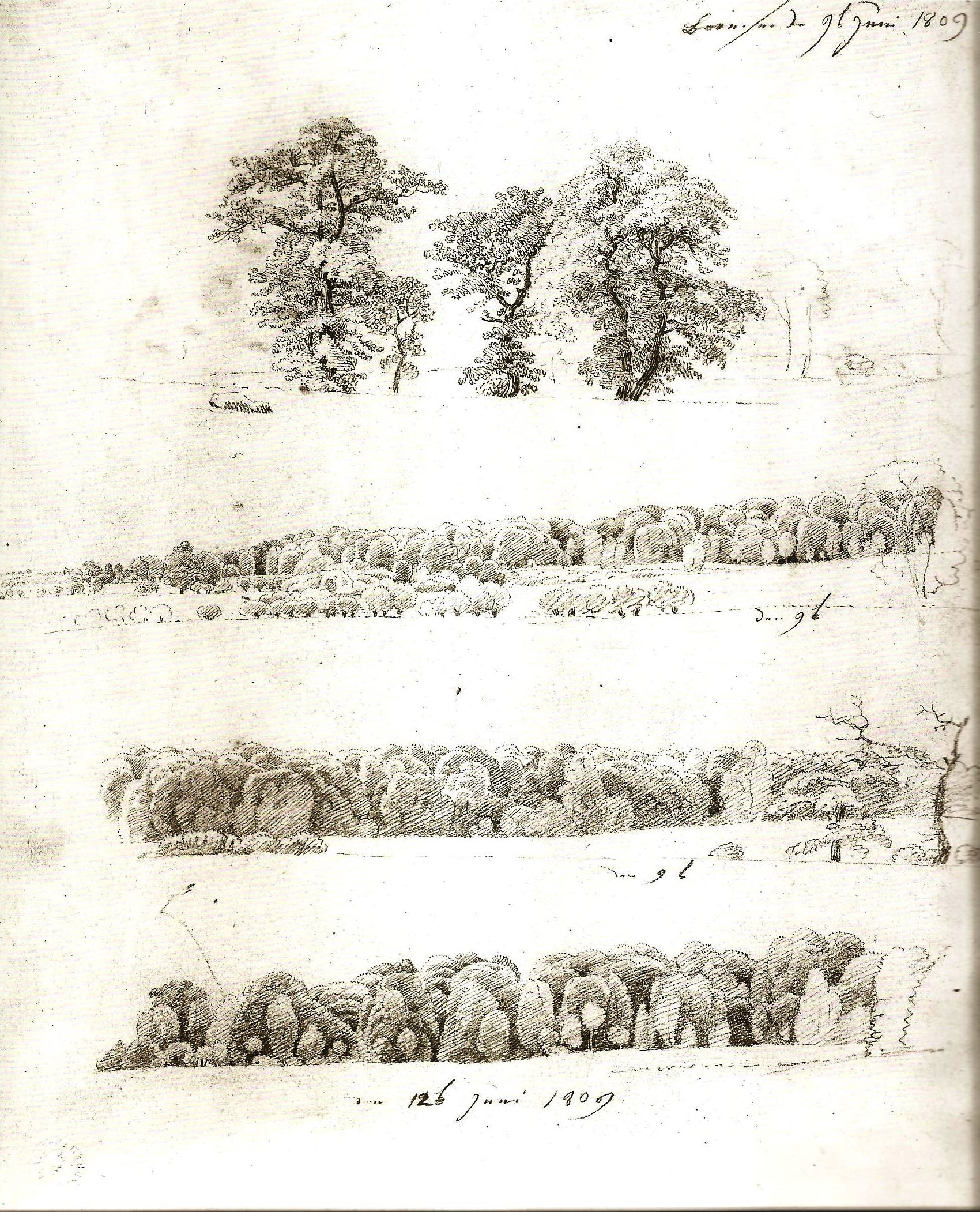
Caspar David Friedrich : Études d'arbres (Baumstudien), 1809
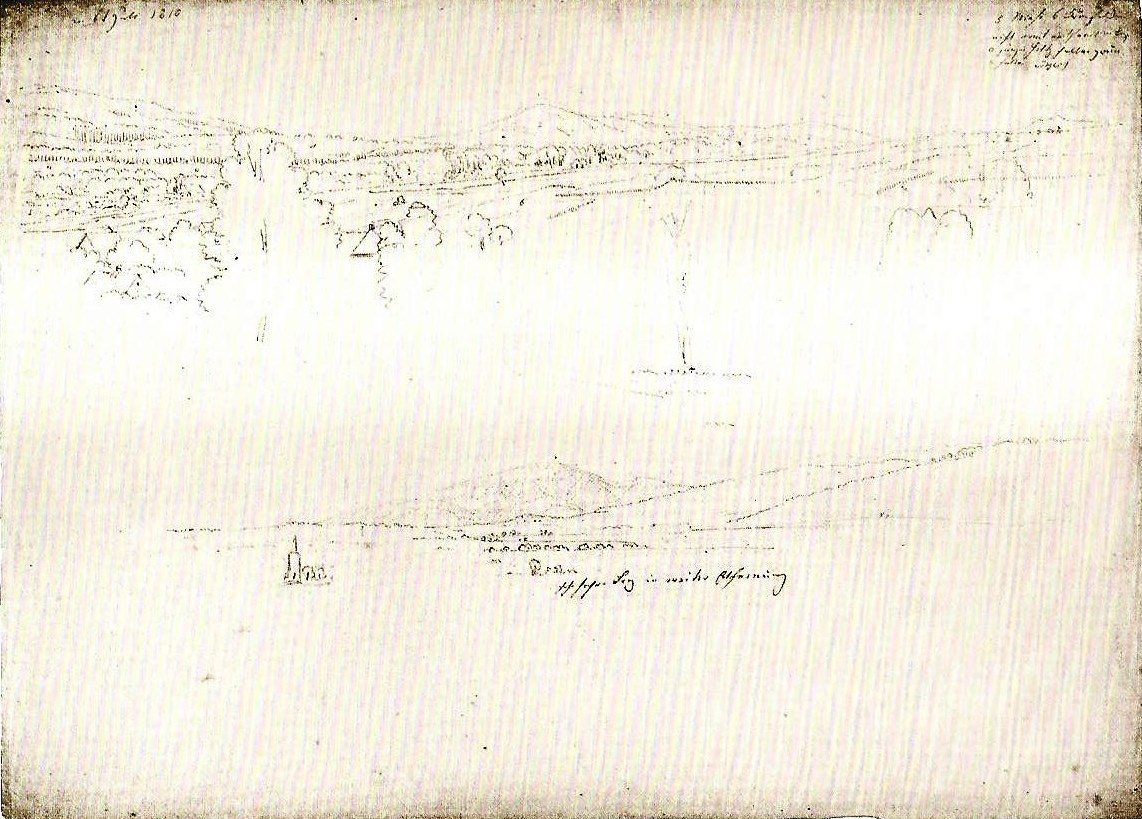
Caspar David Friedrich : Deux esquisses de paysages (Zwei Landschaftsskizzen), 1810
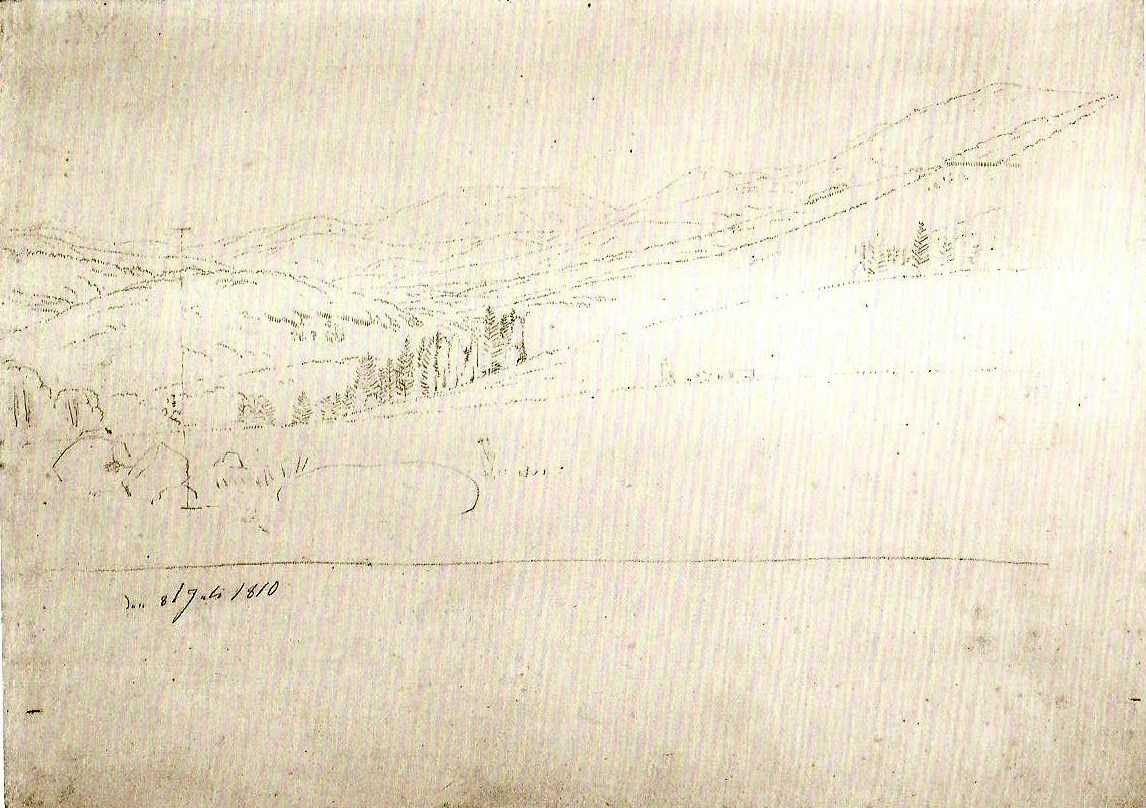
Caspar David Friedrich : Paysage avec un homme ; Eau avec des pierres (Landschaft mit Mann ; Wasser mit Steinen), 1810